# Декларація про незалежність Угорщини
Декларація про незалежність Угорщини (угор. Függetlenségi nyilatkozat) — політико-правовий документ, що проголошував незалежність Угорщини від монархії Габсбургів. Проєкт декларації презентований Національним зборам Угорщини на закритій сесії 13 квітня 1849 року диктатором Лайошем Кошутом і схвалений наступного дня на відритій сесії таємним голосуванням, попри опозицію з боку Угорської партії миру.
Кошут сам проголосив декларацію у Великій протестантській церкві Дебрецена. У документі династія Габсбург-Лотрінген звинувачувалася у вчиненні злочинів проти угорського народу.
|  | Дім Габсбургів-Лотаринзьких не має прикладів у своєму лжесвідченні [...] Його рішучість знищити незалежність Угорщини супроводжувалася низкою кримінальних дій, включаючи пограбування, знищення майна вогнем, вбивства, каліцтва [ ...] Людство здригнеться, читаючи цю ганебну сторінку історії. [...] «Дім Габсбургів відмовився від трону». |

У своїй промові перед Корпорацією Нью-Йорка (Corporation of New York) Кошут вмовляв представників Сполучених Штатів визнати незалежність Угорщини:
|  | Третій предмет моїх скромних побажань, панове, — це визнання незалежності Угорщини. [...] наша Декларація незалежності була не тільки одностайно проголосована в нашому Конгресі, але кожен округ, кожен муніципалітет урочисто проголосили свою згоду та прихильність до неї; тому це стало не передбачуваним, але позитивно всім королівством і санкціонованим основними законами Угорщини. |

Ухвалення декларації спричинило те, що імператор Франц Йосиф I звернувся до російського імператора Миколи I з проханням про допомогу в придушенні Угорської революції. У червні Росія почала свою військову інтервенцію, і вже у серпні угорська армія капітулювала поблизу селища Вілагош у Трансильванії, що ознаменувало поразку революції та перемогу реакції.